# Монитор (кораб)
Вижте пояснителната страница за други значения на Монитор.
„Монитор“ (пълно име: USS Monitor) е американски броненосец, построен и използван по време на Гражданската война. След неговия успех този тип кораби започват да се наричат на негово име - монитори.
„Монитор“ печели известността си след артилерийския дуел с бойния кораб „Вирджиния“ от флотата на Конфедерацията, кораб от същия тип, построен като отговор на „Монитор“, който потапя на 8 март 1862 г. няколко кораба на северняците. Вечерта на същия ден „Монитор“ е изтеглен на буксир в същото пристанище и на следващия ден двата кораба се обстрелват в продължение на четири часа. Поради извънредно дебелата си броня, нито един от двата съда не претърпява сериозни щети. Тактически, тази битка завършва наравно, но в стратегически план „Монитор“ е победител — целта на „Вирджиния“ е да разкъса блокадата на северняците, но се проваля, докато „Монитор“ успява да изпълни своята мисия — да предпази флота на Федерацията.